# ファミリーヒストリー
『ファミリーヒストリー』（FAMILY HISTORY）は、NHK総合テレビジョンにて2008年から放送されているドキュメンタリー番組である。

## 概要
各界で活躍する人々の父母や先祖がいかに生き抜いてきたかを日本国内外や関連人物へ取材し、VTRと視聴する本人の感想で番組は構成される。
番組立ち上げのきっかけとなったのは、番組立ち上げメンバーの小山好晴（NHKエンタープライズプロデューサー）の義父が亡くなる直前に自身の生い立ちを話し始めたことに心を動かされ、（芸能人をきっかけに）市井の人物の生活史・家族史をたどることが面白いのではないかとの着想から企画されたものだという。『ゴッドファーザー』など、家族史を扱った映画や小説を見聞きしていたのもヒントになったという。
2008年以降毎年不定期に放送され、2012年以降はレギュラー扱いとなった。
2016年度当初は、時代劇『鼠、江戸を疾る2』（4月14日 - 6月2日、20:00 - 20:43）放送のため、20:00までの短縮版（30分）として放送された。
休止中だった2017年8月に初の特番（19:30 - 20:43）を放送、同年9月よりレギュラー放送を再開した。
2018年度より、不定期（基本月1回）放送となった。
2020年1月には初めて人物以外（パンダ）のテーマで放送された。2024年4月以降は、不定期の特番となった。

## 出演者
ゲストの選定にあたっては「家族の歴史に興味のありそうな人物」を選定するものの、オファー前に調査を行うことはない。番組の認知度が上がるにつれて、一度断られた人物にオファーを受諾してもらえることもあるという。出演者が応諾した後、先祖の居住先などを調査。その後は、ひたすら地道に周辺人物や、先祖の旦那寺にある人別帳を含む古文書などをもとに取材を重ねる。取材は基本的に担当ディレクター一人で行い、リサーチャーやアシスタントディレクターはあくまでも「ディレクターの取材の補助」という役回りで、調査に関して特別な専門性があるわけではないという。
司会
☆はNHKアナウンサー。
- ガレッジセール（ゴリ・川田広樹）（2008 - 2012年度）[6]
- 高橋美鈴☆（番組たまご回）
- 谷原章介（視聴者SP1）[注 6]
- 今田耕司（2016年度以降）
- 三輪秀香☆（2016年度）
- 池田伸子☆（2017 - 2021年度）
- 浅野里香☆（2022年度）[7]
- 寺門亜衣子☆（2023年度以降）
- 塚原愛☆（#204）
- 大谷舞風☆（#221）

サブゲスト
- 小林恵美（視聴者SP3のゲスト・応募者の姪）
- タカ（タカアンドトシ）（メインゲストが相方の回のゲスト）
- トシ（タカアンドトシ）（メインゲストが相方の回のゲスト）
- 中川翔子（北海道SPのゆかりゲスト）
- 国仲涼子（沖縄SPのゆかりゲスト）
- 真矢ミキ（広島SPのゆかりゲスト）

## 評価
『現代ビジネス』（講談社）の専属契約記者でコラムニストの高堀冬彦は、家系について調査し放送することが「本人」を重視する現代社会の精神に反し差別の助長につながるなどの問題点を述べている。こうした問題点とあいまって、出演者の出自によってNHKはナレーターの構成を変えているのではないか、といった様々な風評が流れた。
2015年7月10日放送の鳥越俊太郎の回では、鳥越家18代当主・鳥越光から家系図が違うと抗議を受けている。
朝日新聞は、2015年10月14日付の朝刊の中で、「歴史に名を残すことのない市井の人たちにもドラマがあり、誰もがみな時代を作った一員だと感じられる構成。ときに海外まで出向く取材力、経済力はさすがNHKである。」と評している。

### 受賞
- 第51回ギャラクシー賞 テレビ部門 奨励賞「藤原紀香～中国の大地に誓った父の覚悟～」[5]
- ATP賞テレビグランプリ2016ドキュメンタリー部門 優秀賞「森山良子 ～日系2世の父 2つの祖国のはざまで～」[10]
- 2023年8月度ギャラクシー賞 月刊賞「草刈正雄〜初めて知る米兵の父 97歳伯母が語る真実とは〜」[11]

## パロディ

### NHKでのパロディ
- チコちゃんに叱られる! - 以下の問題の解説VTRにて「ファミリーチコトリー」ともじり放送された。
  - 2020年9月18日「なんでお弁当にタコのウインナーが入ってるの?」
  - 2024年6月14日「なんでハワイのお土産といえばマカダミアナッツチョコレートなの?」

### 民放でのパロディ
- めちゃ2イケてるッ! - 2014年2月8日の放送回にて「めちゃイケ ファミリーヒストリー」と題して、各出演者のルーツをたどる企画を行った[12]。
- 水曜日のダウンタウン - 2021年9月29日の放送回にて「おぼん・こぼんヒストリー」と題して、おぼん・こぼんの人生を振り返り不仲となった原因を探る企画を行った。

## テーマ曲
レギュラー版（2012年度以降）：くるり「Remember me」

## 出版物
- NHK「ファミリーヒストリー」製作班 『ファミリーヒストリー』（新人物往来社、2011年7月12日、ISBN 978-4404040442）

## 主要スタッフ
※2025年分
- 制作統括：堤田健一郎、横山友彦、福島広明
- 制作協力：ヴューポイント、クリエイティブネクサス、椿プロ
- 制作：NHKエンタープライズ
- 制作・著作：NHK・広島

過去（2024年分）
- 制作統括：赤上亮、佐々木麗
- 制作協力：千代田ラフト、フラミンゴ・ビュー・カンパニー、メディア・バスターズ、ユーコム